# Garaeus altapicata
Garaeus altapicata là một loài bướm đêm trong họ Geometridae.